# Rougequeue à gorge blanche
Phoenicurus schisticeps
Espèce
Statut de conservation UICN

 LC  : Préoccupation mineure
Le Rouge-queue à gorge blanche (Phoenicurus schisticeps) est une espèce d'oiseau de la famille des Muscicapidae.
Son aire s'étend à travers le nord-est de l'Himalaya et les régions montagneuses du centre de la Chine.